# Agrilus geminatus
Agrilus geminatus är en skalbaggsart som först beskrevs av Thomas Say 1823.  Agrilus geminatus ingår i släktet Agrilus och familjen praktbaggar. Inga underarter finns listade i Catalogue of Life.